# Тимптон
Тимптон (рос. Тимптон, якут. Төмтөөн) — річка в Азії, на Далекому Сході, протікає територією південно-східної частини Республіки Саха (Якутія) Росії. Права притока Алдау. Належить до водного басейну річки Лени → моря Лаптєвих.

## Географія
Витік річки Тимптон починається на північних схилах Станового хребта в Нерюнгринському улусі, на висоті приблизно 1200 м над рівнем моря, неподалік від кордону з Амурською областю. Тече, в основному на північ — північний схід Алданським нагір'ям, територією Нерюнгринського та Алданського улусів. Впадає у Алдан, з правого берега, за 1538 км від його гирла, на висоті 256 м, на околиці закинутого селища Усть-Тимптон.
Поблизу гирла ширина річки доходить до 230—250 метрів, при глибині до 4,5 метрів і швидкості потоку — до 1,2 м/с.
Довжина річки — 644 км, площа басейну — 44,4 тис. км². Повне падіння рівня русла від витоку до гирла становить 944 м, що відповідає середньому похилу русла — 1,47 м/км. У пониззі сплавна.

## Назва
Назва річки перекладається з якутського як «мерзла улоговина»: «Тимпа» — улоговина, опускання ґрунту в тайзі на місці відтавання вічної мерзлоти гірських порід (часто зайнята озером або болотом); «Тонг» — мерзлий, морожений.

## Гідрологія
Живлення річки змішане, снігове та дощове, з перевагою снігового. Замерзає в середині жовтня, місцями перемерзає до дна, спостерігається полій. Розкривається в першій половині травня.
За період спостереження протягом 47 років (1952–1999) на станції поблизу селища Усть-Тимптон, за 20 км від гирла, середньорічна витрата води становила 532,15 м³/с для водного басейну 43 700 км², що становить понад 98 % від загальної площі басейну річки, яка становить 44 400 км². Величина прямого стоку в цілому по цій частині басейну становила — понад 384 міліметри на рік.
За період спостереження встановлено, що мінімальний середньомісячний стік становив 7,11 м³/с (у березні), що становить трохи більше 3,7 % максимального середньомісячного стоку, який відбувається у червні місяці та становить майже — 1765,5 м³/с і вказує на дуже велику амплітуду сезонних коливань.
За період спостереження, абсолютний мінімальний місячний стік (абсолютний мінімум) становив 0,77 м³/с (у межень лютого 1969 року), абсолютний максимальний місячний стік (абсолютний максимум) становив 3390 м³/с (у червні 1970 року).

## Притоки
Річка Тимптон приймає понад вісім десятків приток, довжиною понад 10 км. Найбільших із них, довжиною понад 50 км — 18, із них понад 100 км — 9 (від витоку до гирла):
| Назва притоки       | Довжина,(км) | Площа водозбірного басейну, (км²) | Відстань від гирла р. Тимптон, (км) | Витрата води,(м³/с) |
| ------------------- | ------------ | --------------------------------- | ----------------------------------- | ------------------- |
| → Ієнгра            | 148          | 1860                              | 470                                 | 15,8 (65 км)        |
| ← Улахан-Мелемкеєн  | 100          | 1220                              | 420                                 |                     |
| → Горбиллаах        | 105          | 1450                              | 377                                 |                     |
| → Чульман           | 109          | 4020                              | 362                                 | 52 (в гирлі)        |
| ← Аччигий-Мелемкеєн | 109          | 1120                              | 303                                 |                     |
| ← Анамжак           | 94           | 1570                              | 295                                 |                     |
| ← Оюмрак            | 50           |                                   | 266                                 |                     |
| → Хатамі            | 156          | 4440                              | 247                                 |                     |
| ← Нельгюу           | 115          | 2740                              | 215                                 |                     |
| → Курунг-Хоонку     | 66           | 767                               | 205                                 |                     |
| ← Сеймд'є           | 142          | 3320                              | 176                                 |                     |
| → Тас-Хонку         | 56           |                                   | 162                                 |                     |
| ← Іджек             | 59           | 1600                              | 124                                 |                     |
| → Большая Неакуя    | 78           |                                   | 96                                  |                     |
| → Великий Дес       | 56           |                                   | 89                                  |                     |
| ← Дьолтулаах        | 123          |                                   | 80                                  |                     |
| → Великий Иллимах   | 86           | 2980                              | 25                                  |                     |
| ← Курукеєн          | 62           |                                   | 5,6                                 |                     |